# Oudemannenhuis

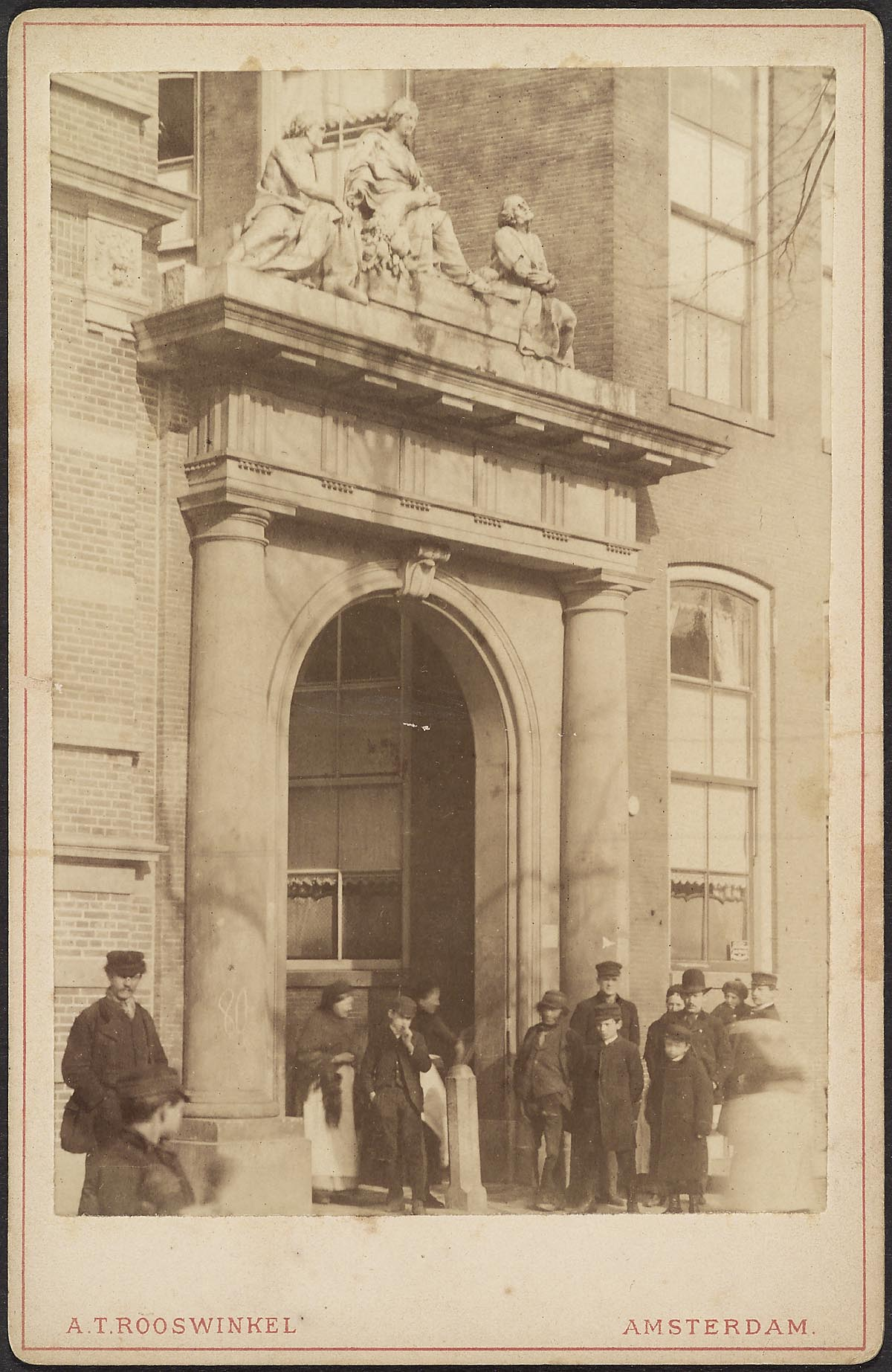
Oudemanhuispoort, Amsterdam, rond 1900

Een oudemannenhuis was een tehuis waar mannen ouder dan zestig jaar hun laatste dagen konden slijten. Een dergelijk huis is te beschouwen als een voorloper van een verzorgingshuis. In de 16e eeuw werd op verschillende plaatsen een oudemannenhuis gesticht, daarvoor waren er hofjes voor armere ouderen. De oudste hofjes dateren uit de 13e eeuw; in deze hofjes moesten de ouderen voor zichzelf zorgen. Omdat oudere mannen hiertoe minder goed in staat waren, werd er voor hen op een aantal plaatsen een oudemannenhuis gebouwd. De hofjes waren voortaan bijna uitsluitend bedoeld voor vrouwen, maar voor vrouwen die niet goed voor zichzelf konden zorgen waren er soortelijke instellingen, aangeduid als oudevrouwenhuis. Vooral later werd zo'n vrouwenhuis soms gecombineerd met een oudemannenhuis tot oudemannen- en vrouwenhuizen, zoals in Soest en Zaltbommel.
Net als de hofjes werd een oudemannenhuis vaak gebouwd als gebaar van liefdadigheid, het wonen in zo'n oudemannenhuis was meestal kosteloos en werd als een gunst beschouwd. Gelijk aan de hofjes voor vrouwen stonden regenten aan het hoofd van een oudemannenhuis en net als de liefdadigheidshofjes hadden de huizen een regentenkamer waar de regenten konden vergaderen. De regenten verlangden dat de bewoners zich deugdzaam gedroegen. Zo was kerkbezoek verplicht en damesbezoek of dronkenschap verboden. Overtrad men de regels, dan volgde meestal huisarrest. De bewoners van een oudemannenhuis woonden meestal op een zaal waar ze slechts beschikten over een bedstede.
Er zijn nog enkele oudemannenhuizen bewaard gebleven, maar die hebben wel een andere bestemming gekregen. Zo is in het voormalige oudemannenhuis van Haarlem thans het Frans Halsmuseum gevestigd. In Amsterdam bestaat nog steeds de Oudemanhuispoort aan de Oudezijds Achterburgwal. Verder zijn er oudemannenhuizen bewaard gebleven in Den Haag, Alkmaar, Breda, Goes, Gouda, Hoorn en Zaltbommel. Oudere mannen konden ook terecht in een proveniershuis. Een verblijf in een proveniershuis was echter niet kosteloos, de mannen moesten zich inkopen. Een late stichting was Momus' Oudemannenhuis in Maastricht (1888).